# Poona Open 1988
Die Poona Open 1988 im Badminton fanden vom 17. bis zum 21. Februar 1988 in Mortsel in Belgien statt. Mit einem Preisgeld von 40.000 US-Dollar wurde das Turnier als 2-Sterne-Turnier in der Grand-Prix-Wertung eingestuft.

## Finalresultate
| Disziplin    | Sieger                               | Finalist                      | Ergebnis           |
| ------------ | ------------------------------------ | ----------------------------- | ------------------ |
| Herreneinzel | Morten Frost                         | Ib Frederiksen                | 15:10, 15:9        |
| Dameneinzel  | Christine Magnusson                  | Helen Troke                   | 11:12, 11:4, 11:4  |
| Herrendoppel | Michael Kjeldsen Jens Peter Nierhoff | Ong Beng Teong Cheah Soon Kit | 15:10, 10:15, 15:6 |
| Damendoppel  | Kim Yun-ja Yoo Sang-hee              | Dorte Kjær Nettie Nielsen     | 15:12, 15:2        |
| Mixed        | Steen Fladberg Gillian Clark         | Nils Skeby Dorte Kjær         | 15:8, 15:6         |